# Cable bifilar
Un cable bifilar es una línea de transmisión en la cual la distancia entre dos conductores paralelos es mantenida constante gracias a un material dieléctrico. El mismo material que mantiene el espaciado y el paralelismo entre los conductores sirve también de vaina.
La impedancia característica del cable bifilar depende exclusivamente del dieléctrico, del diámetro de los conductores y de la distancia entre ellos. La impedancia es mayor cuanto más aumenta la distancia entre conductores.
- En el caso de antenas Yagi para recepción de televisión, la impedancia típica de la línea de transmisión es de 75Ω.
- En el caso de antenas para radioaficionados, la impedancia típica de la línea de transmisión es de 300, 450 o 600Ω.

Los cables bifilares tienen un coeficientes de velocidad que depende del dieléctrico de la cinta. 
Otro parámetro importante de una línea bifilar es la constante de atenuación, expresada en dB/m, que describe la pérdida de potencia transmitida por metro lineal de cable.
Los cables bifilares perfectos no irradian, ya que los campos magnéticos de los conductores paralelos son de sentido opuesto; al cancelarse, no emiten radiación electromagnética.

## Cálculo de la impedancia característica de un cable bifilar
{\displaystyle Z_{0}={\frac {120}{\sqrt {r}}}\cosh ^{-1}{\frac {S}{d}}}
La fórmula para calcular la impedancia de cables desnudos (equivale a usar el aire como dieléctrico):
{\displaystyle Z_{0}=276\log _{10}{\frac {2S}{d}}}
La fórmula para calcular la distancia entre conductores de una línea escalera es:
{\displaystyle S\approx 10^{\frac {83-276\log _{10}d-Z_{0}}{-276}}}
Donde:
- Z0 = Impedancia.
- S = Distancia entre conductores, de centro a centro.
- d = Diámetro del conductor.
- r = Constante dieléctrica efectiva (Aire = 1,00054).

La relación entre S y d es un número adimensional, por lo tanto, sus unidades deben ser las mismas.

## Aplicaciones tecnológicas de los cables bifilares

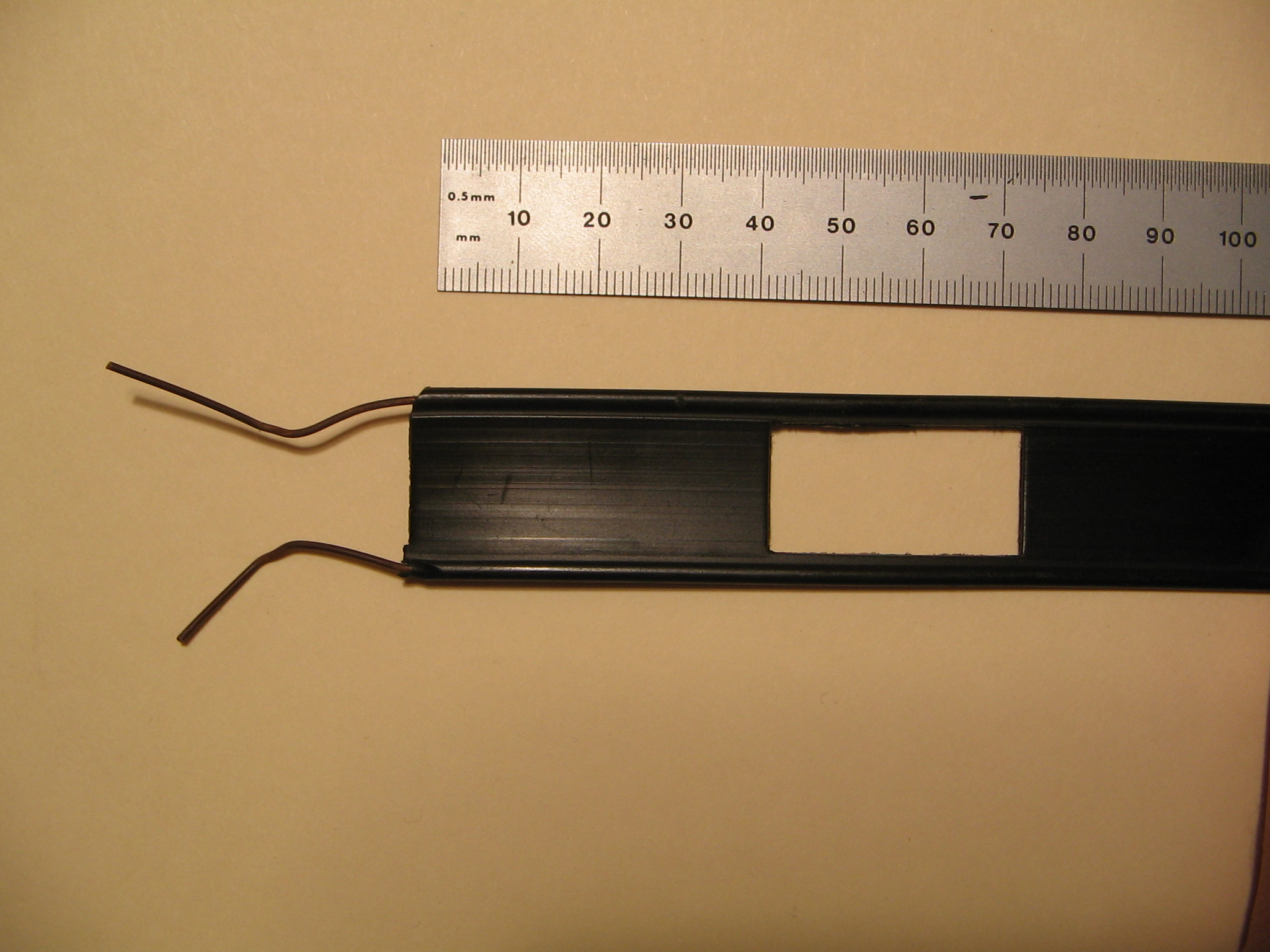
Línea escalera.

Los cables bifilares son utilizados como líneas de transmisión simétricas entre una antena, y un transmisor o receptor. Su principal ventaja reside en que las líneas de transmisión simétricas tienen pérdidas un orden de magnitud menores que las líneas de transmisión coaxiales. 
Los cables bifilares a dieléctrico sólido sufren cambios en su impedancia cuando se deposita hielo o lluvia sobre ellos. Para evitar la influencia de estos cambios meteorológicos, algunos modelos presentan agujeros en el dieléctrico, lo que equivale a reemplazarlo por aire como dieléctrico. Esto aumenta el coeficiente de velocidad, y disminuye la sensibilidad a los cambios de impedancia; se las llama "líneas escalera".
Los cables bifilares no son líneas paralelas perfectas. Por esa razón, los objetos vecinos influyen en la propagación de la señal en la línea.
El dieléctrico sólido tiene pérdidas, que se agregan a la resistencia óhmica de los conductores y a las pérdidas por radiación.